# Fyrverkare

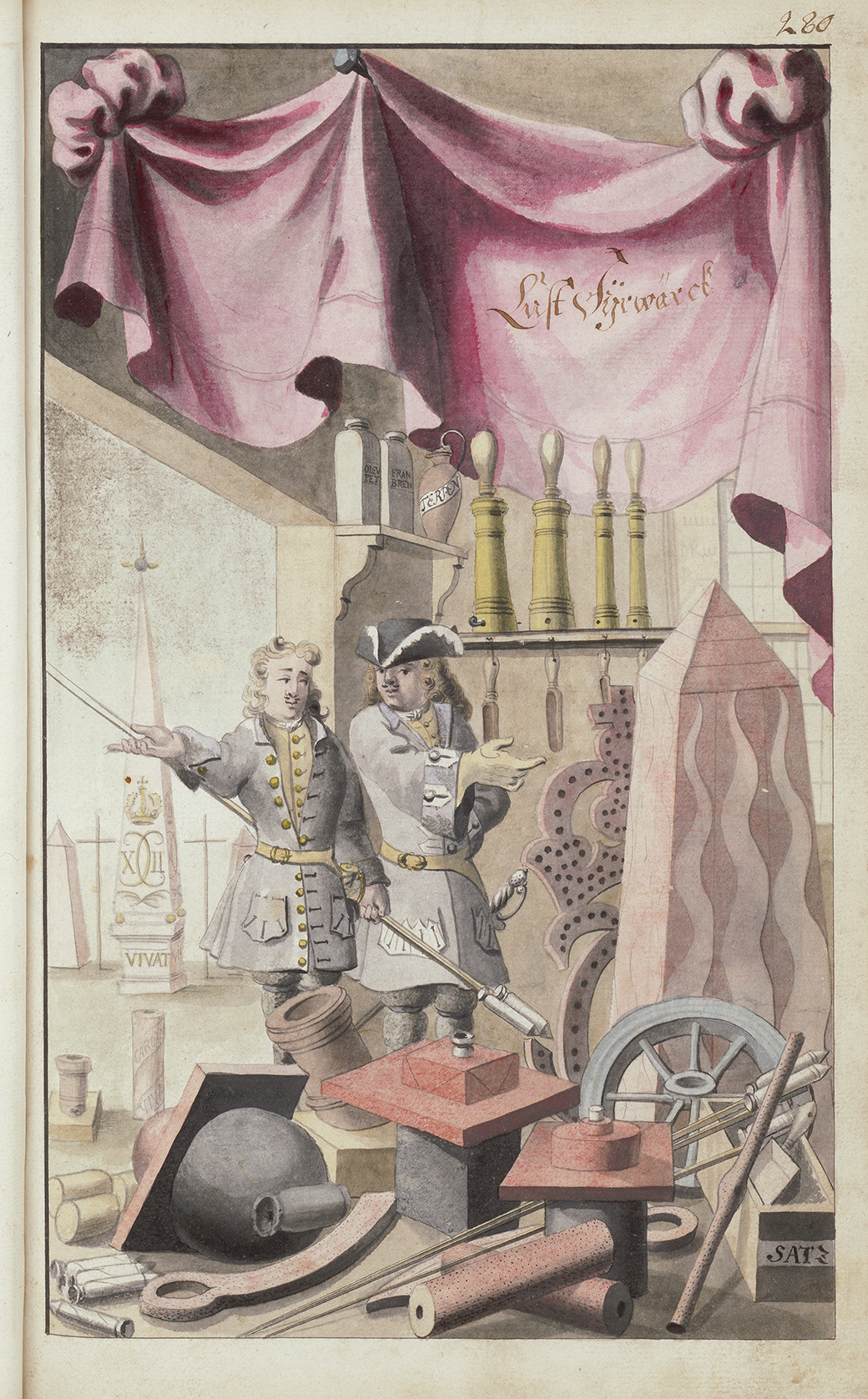
Två fyrverkare i deras verkstad.

Fyrverkare (tyska: Feuerwerker) kan syfta på en person som tillverkar fyrverkeri men även under 1500-1800-talet som benämning på den artilleri-personal som handhade "fyrverket", det vill säga fyrkulor och fyrpilar, senare även brandkulor, lustkulor, stormkransar, beckkransar, handgranater, raketer med mera.
Under Karl XI:s tid betjänade fyrverkarna även mörsarna. I Sverige sammanfördes fyrverkarna år 1832 till en "Brandraketkår", som 1845 ombildades till "Fyrverkarekåren", förlagd till Marieberg i Stockholm. Kåren upplöstes år 1876, och allt motsvarande materiel tillverkades därefter vid Statens Ammunitionsfabrik, Åkers krutbruk och tygstationerna.
Förutom Fyrverkare, som räknades till underofficerarna, så fanns det vid artilleriet även artilleripersonal som kallades Underfyrverkare.